# Agave minor
Agave minor là một loài thực vật có hoa trong họ Măng tây. Loài này được Proctor mô tả khoa học đầu tiên năm 2005.